# Nikola
Nikola je obourodé, v Česku v drtivé většině ženské křestní jméno. Podle českého kalendáře má jmeniny 20. listopadu.
Toto jméno je přejato z francouzštiny, ale jeho původním domovem je Řecko. Jedná se vlastně o jednu z variant jména Mikuláš či Níkoláos, jak zní původní tvar. Překlad tohoto jména je „vítězství lidu“. Další variantou ženského jména je Nikol a Nikoleta.

## Cizí varianty ženské Nikoly
- Slovensky: Nikola
- Anglicky: Nicole, Nicola, Nicolette
- Francouzsky, dánsky: Nicole, Nicolette
- Německy: Nikola, Nikoletta, Nicole, Nicola
- Chorvatsky: Nikolina, Nika, Kolinda
- Srbsky: Nikolina, Nikolija
- Nizozemsky, norsky: Nicola, Nicolette
- Italsky: Nicola, Nicoletta, Nicole
- Maďarsky: Nikola, Nikoletta, Nikolett
- Bulharsky: Nikolina
- Řecky: Nikoleta, Niki, Nikol, Nikka
- Rumunsky: Nicoleta

## Cizí varianty mužského Nikola
- Chorvatsky, srbsky: Nikola
- Nizozemsky: Nicola, Nicol
- Bulharsky: Nikola
- Italsky: Nic(c)olo, Nicola
- Francouzsky: Nicolas [Nikola]
- Rusky: Nikolaj

## Domácké podoby
Nikča, Nikolka, Niky, Nikita, Niki, Nikuš

## Statistické údaje

### Pro mužské jméno Nikola
Následující tabulka uvádí četnost jména v ČR a pořadí mezi mužskými jmény ve srovnání dvou roků, pro které jsou dostupné údaje MV ČR – lze z ní tedy vysledovat trend v užívání tohoto jména:
| Rok       | Četnost   | Pořadí   |
| 1999      | 699       | 181.     |
| 2002      | 740       | 179.     |
| Porovnání | o 41 více | o 2 lépe |
| 2006      | 920       | 182.     |

Změna procentního zastoupení tohoto jména mezi žijícími muži v ČR (tj. procentní změna se započítáním celkového úbytku mužů v ČR za sledované tři roky 1999–2002) je +6,6%, což svědčí o poměrně značném nárůstu obliby tohoto jména.

### Pro ženské jméno Nikola
Následující tabulka uvádí četnost jména v ČR a pořadí mezi ženskými jmény ve srovnání dvou roků, pro které jsou dostupné údaje MV ČR – lze z ní tedy vysledovat trend v užívání tohoto jména:
| Rok       | Četnost     | Pořadí   |
| 1999      | 20 715      | 66.      |
| 2002      | 22 567      | 63.      |
| Porovnání | o 1852 více | o 3 lépe |

Změna procentního zastoupení tohoto jména mezi žijícími ženami v ČR (tj. procentní změna se započítáním celkového úbytku žen v ČR za sledované tři roky) je +9,8%, což svědčí o poměrně značném nárůstu obliby tohoto jména.
V lednu 2006 se podle údajů ČSÚ jednalo o 11. nejčastější ženské jméno mezi novorozenci.

## Známí nositelé
- Nikola I. Petrović-Njegoš (1841–1921) – černohorský král
- Nikola Il. Petrović-Njegoš (* 1944) – černohorský korunní princ
- Nikola Andrović (1798–1857) – rakouský básník a politik chorvatské národnosti
- Nikola Božidarević (1460–1518) – chorvatský malíř
- Nikola Dinev (1953–2019) – bulharský zápasník
- Nikola Djuricko (* 1974) – srbský herec
- Nikola Dobrović (1897–1967) – jugoslávský architekt a urbanista srbského původu
- Nikola Faller (1862–1938) – chorvatský dirigent a skladatel
- Nikola Gajovský (* 1987) – český hokejista
- Nikola Gruevski (* 1970) – makedonský premiér
- Nikola Hajdin (1923–2019) – srbský stavební inženýr
- Nikola Ivanov (1861–1940) – bulharský generál
- Nikola Karabatić (* 1984) – francouzský házenkář
- Nikola Kotkov (1938-1971) - bulharský fotbalista
- Nikola Ljubičić (1916–2005) – jugoslávský partyzán a komunistický politik
- Nikola Mašić (1852–1902) – chorvatský malíř
- Nikola Mektić (* 1988) – chorvatský tenista
- Nikola Miličević (1887–1963) – chorvatský mnich a astronom
- Nikola Mirotić (* 1991) – černohorsko-španělský profesionální basketbalista
- Nikola Pašić (1848–1926) – srbský politik
- Nikol Pašinjan (* 1975) – arménský politik a novinář
- Nikola Pisano (asi 1206–1278) – sochař a architekt
- Nikola Rikanović (* 1970) – srbský výtvarník
- Nikola Šuhaj (1898–1921) – postava z románu Ivana Olbrachta Nikola Šohaj lúpežník
- Nikola Tesla (1856–1943) – americký vynálezce srbského původu, fyzik a elektroinženýr
- Nikola Uzunović (1873–1954) – srbský politik
- Nikola Vapcarov (1909–1942) – bulharský spisovatel
- Nicol Williamson (1936–2011) – britský herec

### Známí nositelé jména Niccolo
- Niccolò Machiavelli (1469–1527) – italský historik, filozof, humanista a spisovatel
- Niccolò Ammaniti (* 1966) – italský spisovatel
- Niccolò Jommelli (1714–1774) – italský skladatel
- Niccolò Paganini (1782–1840) – italský houslový virtuos a hudební skladatel

## Známé nositelky
- Nikola Márová (* 1980) – česká baletka
- Nikola Sudová (* 1982) – česká lyžařka, reprezentantka v akrobatickém lyžování
- Nikola Mucha (* 1990) – česká punková zpěvačka a kytaristka

### Známé nositelky jména Nikol
- Nikol Kouklová (* 1990) – česká herečka a příležitostná modelka
- Nikol Kučerová (* 1989) – česká akrobatická lyžařka, alpská lyžařka a olympionička
- Nikol Leitgeb (* 1986) – česká herečka a zpěvačka
- Nikol Moravcová (* 1987) – česká herečka, modelka a moderátorka

### Známé nositelky jména Nicol, Nicole
- Nicole Kidmanová (* 1967) – americká herečka
- Nicol Lenertová (* 1974) – česká moderátorka a zpěvačka
- Nikki Reedová, rodným jménem Nicole Houston Reed (* 1988) – americká herečka
- Nicole Vaidišová (* 1989) – česká olympionička a tenistka
- Nicole-Anne Constance de Montalais (asi 1641–1710) – francouzská šlechtična

### Známé nositelky jména Nikoleta
- Nicollette Sheridan (* 1963) – americká herečka
- Nikoleta Spalasová (* 1986) – česko-řecká zpěvačka